# (8827) Kollwitz
(8827) Kollwitz (1988 PO2) – planetoida z pasa głównego asteroid okrążająca Słońce w ciągu 3,52 lat w średniej odległości 2,31 au. Odkryta 13 sierpnia 1988 roku.